# Trolleybus de Santos
Le réseau de trolleybus de Santos est l'un des systèmes de transport en commun desservant la ville de Santos, au Brésil.

## Réseau actuel

### Aperçu général
Le réseau compte 1 ligne de trolleybus.

## Matériel roulant
Le parc se compose de 6 trolleybus Marcopolo Tb (TM205/1996)